# لورانس بيرك
لورانس بيرك (بالإنجليزية: Lawrence Berk) هو معلم موسيقى وعازف بيانو أمريكي، ولد في ديسمبر 1908 في بوسطن في الولايات المتحدة، وتوفي في 22 ديسمبر 1995.